# Selaginella dregei
Selaginella dregei är en mosslummerväxtart som först beskrevs av Presl, och fick sitt nu gällande namn av Georg Hans Emmo Emo Wolfgang Hieronymus. Selaginella dregei ingår i släktet mosslumrar, och familjen mosslummerväxter. Inga underarter finns listade i Catalogue of Life.